# Hóa lý
Hóa lý là môn khoa học nghiên cứu về các hiện tượng vĩ mô và hạt trong các hệ thống hóa học về các nguyên tắc, thực tiễn và các khái niệm vật lý như chuyển động, năng lượng, lực, thời gian, nhiệt động lực học, hóa học lượng tử, cơ học thống kê, động lực học phân tích và cân bằng hóa học.
Hóa lý, trái ngược với vật lý hóa học, chủ yếu (nhưng không phải luôn luôn) là một khoa học vĩ mô hoặc siêu phân tử, vì phần lớn các nguyên tắc mà nó được thành lập liên quan đến khối lượng chứ không phải là cấu trúc phân tử / nguyên tử (ví dụ, cân bằng hóa học và chất keo).
Một số mối quan hệ mà hóa lý cố gắng giải quyết bao gồm các tác động của:
1. Các lực liên phân tử tác động lên các tính chất vật lý của vật liệu (độ dẻo, độ bền kéo, sức căng bề mặt trong chất lỏng).
2. Động học phản ứng về tốc độ của một phản ứng.
3. Nhận dạng của các ion và tính dẫn điện của vật liệu.
4. Khoa học bề mặt và điện hóa của màng tế bào.[1]
5. Sự tương tác của một cơ thể với một cơ thể khác về số lượng nhiệt và công việc được gọi là nhiệt động lực học.
6. Sự truyền nhiệt giữa một hệ thống hóa học và môi trường xung quanh trong quá trình thay đổi pha hoặc phản ứng hóa học diễn ra gọi là nhiệt hóa học
7. Nghiên cứu tính chất chung của số lượng loại hạt có trong dung dịch.
8. Số lượng pha, số thành phần và mức độ tự do (hoặc phương sai) có thể tương quan với nhau với sự trợ giúp của quy tắc pha.
9. Phản ứng của các pin điện hóa.

## Khái niệm chính
Các khái niệm chính của hóa lý là cách thức mà vật lý thuần túy được áp dụng cho các vấn đề hóa học.
Một trong những khái niệm quan trọng trong hóa học cổ điển là tất cả các hợp chất hóa học có thể được mô tả là các nhóm nguyên tử liên kết với nhau và các phản ứng hóa học có thể được mô tả là sự tạo ra và phá vỡ các liên kết đó. Dự đoán tính chất của các hợp chất hóa học từ mô tả các nguyên tử và cách chúng liên kết là một trong những mục tiêu chính của hóa lý. Để mô tả chính xác các nguyên tử và liên kết, cần phải biết cả hạt nhân của các nguyên tử đó và cách thức các electron được phân phối xung quanh chúng.
Hóa học lượng tử, một lĩnh vực của hóa lý đặc biệt liên quan đến việc ứng dụng cơ học lượng tử vào các vấn đề hóa học, cung cấp các công cụ để xác định mức độ mạnh và liên kết hình dạng là gì, hạt nhân di chuyển như thế nào và ánh sáng có thể được hấp thụ hoặc phát ra bởi một hóa chất hợp chất. Quang phổ học là ngành học phụ liên quan của hóa lý, đặc biệt liên quan đến sự tương tác của bức xạ điện từ với vật chất.
Một tập hợp câu hỏi quan trọng khác trong hóa học liên quan đến loại phản ứng nào có thể xảy ra một cách tự nhiên và tính chất nào có thể có đối với một hỗn hợp hóa học nhất định. Điều này được nghiên cứu trong nhiệt động hóa học, đặt ra các giới hạn về số lượng như phản ứng có thể tiến hành bao xa, hoặc có thể chuyển đổi bao nhiêu năng lượng thành công việc trong động cơ đốt trong và cung cấp các liên kết giữa các tính chất như hệ số giãn nở nhiệt và tốc độ thay đổi của entropy với áp suất cho chất khí hoặc chất lỏng. Nó có thể thường xuyên được sử dụng để đánh giá xem một lò phản ứng hoặc thiết kế động cơ có khả thi hay không, hoặc để kiểm tra tính hợp lệ của dữ liệu thực nghiệm. Ở một mức độ hạn chế, nhiệt động học bán cân bằng và không cân bằng có thể mô tả những thay đổi không thể đảo ngược. Tuy nhiên, nhiệt động học cổ điển chủ yếu liên quan đến các hệ thống ở trạng thái cân bằng và thay đổi thuận nghịch và không phải là những gì thực sự xảy ra, hoặc nhanh như thế nào, ra khỏi trạng thái cân bằng.
Những phản ứng nào xảy ra và nhanh như thế nào là chủ đề của động học hóa học, một nhánh khác của hóa lý. Một ý tưởng quan trọng trong động học hóa học là để các chất phản ứng phản ứng và tạo thành sản phẩm, hầu hết các loài hóa học phải trải qua trạng thái chuyển tiếp có năng lượng cao hơn cả chất phản ứng hoặc sản phẩm và đóng vai trò là rào cản đối với phản ứng. Nói chung, rào cản càng cao, phản ứng càng chậm. Thứ hai là hầu hết các phản ứng hóa học xảy ra như một chuỗi các phản ứng cơ bản, mỗi phản ứng có trạng thái chuyển tiếp riêng. Các câu hỏi chính trong động học bao gồm tốc độ phản ứng phụ thuộc vào nhiệt độ và nồng độ chất phản ứng và chất xúc tác trong hỗn hợp phản ứng, cũng như cách xúc tác và điều kiện phản ứng có thể được thiết kế để tối ưu hóa tốc độ phản ứng.
Thực tế là các phản ứng xảy ra nhanh như thế nào thường có thể được chỉ định chỉ với một vài nồng độ và nhiệt độ, thay vì cần biết tất cả các vị trí và tốc độ của mọi phân tử trong hỗn hợp, là một trường hợp đặc biệt của một khái niệm quan trọng khác trong hóa lý, trong đó là ở mức độ mà một kỹ sư cần biết, mọi thứ diễn ra trong một hỗn hợp gồm số lượng rất lớn (có lẽ là thứ tự của hằng số Avogadro, 6 x1023) của các hạt thường có thể được mô tả chỉ bằng một vài biến như áp suất, nhiệt độ và nồng độ Những lý do chính xác cho điều này được mô tả trong cơ học thống kê, một chuyên ngành trong hóa lý cũng được chia sẻ với vật lý. Cơ học thống kê cũng cung cấp các cách để dự đoán các tính chất mà chúng ta thấy trong cuộc sống hàng ngày từ các tính chất phân tử mà không dựa vào mối tương quan thực nghiệm dựa trên sự tương đồng hóa học.

## Lịch sử

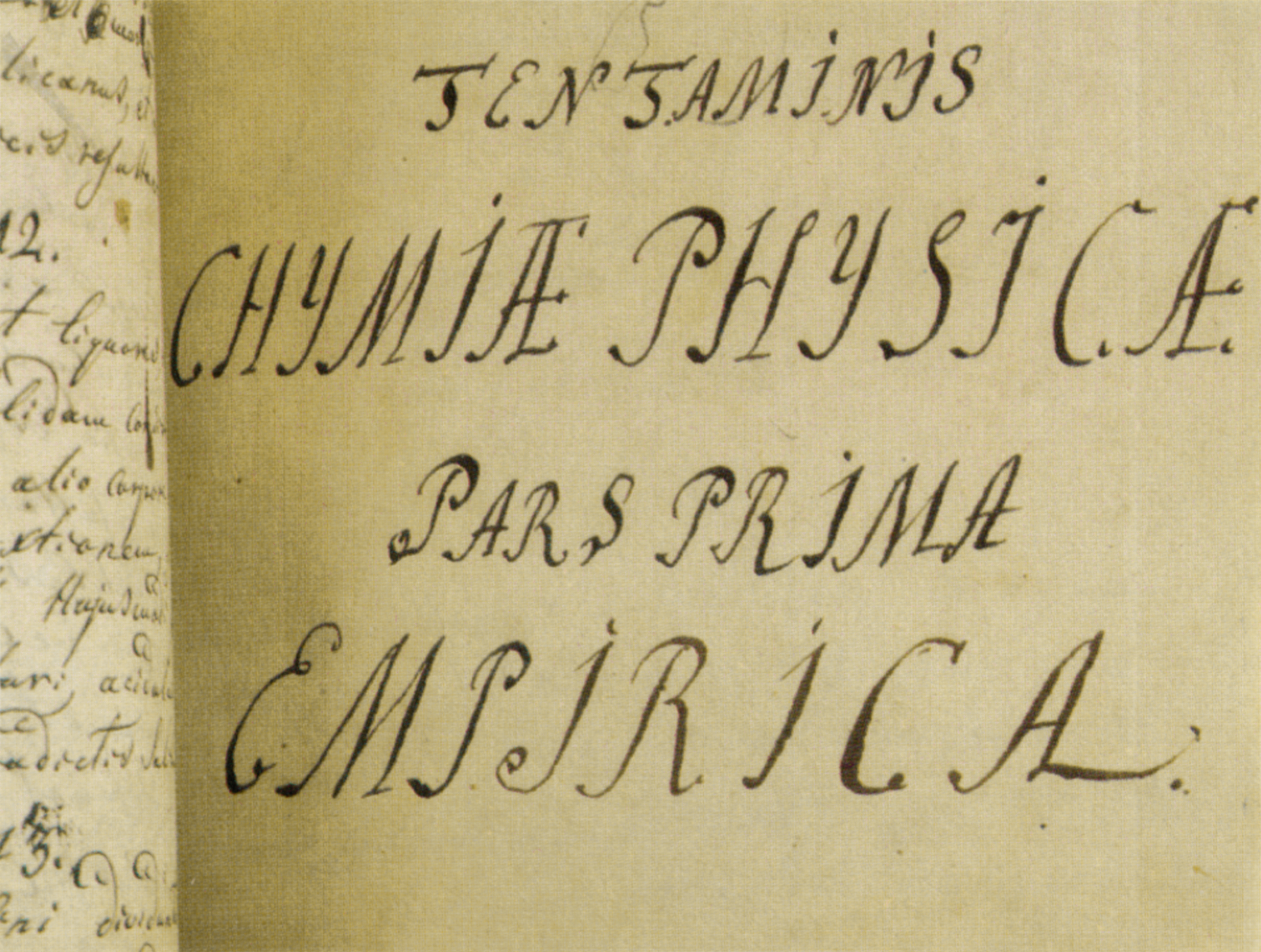
Các trang rời rạc của bản thảo 'Hóa lý' của M. Lomonosov (1752)

Thuật ngữ "hóa lý" được Mikhail Lomonosov đặt ra năm 1752, khi ông trình bày một bài giảng mang tên "Một khóa học trong hóa lý" (tiếng Nga: «Курс истинной физической химии») trước các sinh viên của Đại học Petersburg. Trong phần mở đầu của những bài giảng này, ông đưa ra định nghĩa: "Hóa lý là khoa học phải giải thích theo các điều khoản của thí nghiệm vật lý lý do cho những gì đang xảy ra trong các bộ máy phức tạp thông qua các hoạt động hóa học".
Hóa lý hiện đại bắt nguồn từ những năm 1860 đến 1880 với công việc nghiên cứu nhiệt động hóa học, điện giải trong các dung dịch, động học hóa học và các môn học khác. Một cột mốc quan trọng là ấn phẩm năm 1876 của Josiah Willard Gibbs trong bài viết của ông, Về trạng thái cân bằng của các chất không đồng nhất. Bài viết này đã giới thiệu một số nền tảng của hóa lý, chẳng hạn như năng lượng Gibbs, thế năng hóa học và quy tắc pha của Gibbs.
Tạp chí khoa học đầu tiên đặc biệt trong lĩnh vực hóa lý là tạp chí Đức, Zeitschrift für Physikalische Chemie, được Wilhelm Ostwald và Jacobus Henricus van 't Hoff lập ra năm 1887. Cùng với Svante August Arrhenius, đây là những nhân vật hàng đầu về hóa lý vào cuối thế kỷ 19 và đầu thế kỷ 20. Cả ba đều được trao giải thưởng Nobel về hóa học trong khoảng thời gian từ năm 1901 đến 1909.
Những phát triển trong những thập kỷ sau bao gồm việc áp dụng cơ học thống kê vào các hệ thống hóa học và hoạt động trên chất keo và hóa học bề mặt, nơi Irving Langmuir có nhiều đóng góp. Một bước quan trọng khác là sự phát triển của cơ học lượng tử thành hóa học lượng tử từ những năm 1930, trong đó Linus Pauling là một trong những tên tuổi hàng đầu. Sự phát triển lý thuyết đã đi đôi với sự phát triển trong các phương pháp thí nghiệm, trong đó việc sử dụng các hình thức quang phổ khác nhau, như quang phổ hồng ngoại, quang phổ vi sóng, cộng hưởng điện từ và phổ cộng hưởng từ hạt nhân, có lẽ là sự phát triển quan trọng nhất của thế kỷ 20.
Sự phát triển hơn nữa trong hóa lý có thể được quy cho những khám phá về hóa học hạt nhân, đặc biệt là sự phân tách đồng vị (trước và trong Thế chiến II), những khám phá gần đây hơn về hóa học, cũng như sự phát triển của các thuật toán tính toán trong lĩnh vực "phụ gia tính chất hóa lý "(thực tế tất cả các tính chất hóa lý, chẳng hạn như điểm sôi, điểm tới hạn, sức căng bề mặt, áp suất hơi, v.v. - gồm hơn 20 tính chất - có thể tính chính xác từ tất cả các cấu trúc hóa học, ngay cả khi phân tử hóa học không được phân rã), tại đây nảy sinh tầm quan trọng thực tế của hóa lý đương đại.

## Các nhà hóa lý học nổi bật
- Svante Arrhenius
- Walther Nernst
- Fritz Haber
- Peter Debye
- Josiah Willard Gibbs
- J.H.van't Hoff
- Erich Hückel
- Wilhelm Ostwald
- Gilbert N. Lewis
- Friedrich Kohlrausch
- Frederick Lindemann
- Cyril Norman Hinshelwood
- Lars Onsager
- Robert S. Mulliken
- Michael Polanyi
- Linus Pauling
- E. Bright Wilson
- Irving Langmuir
- Jaroslav Heyrovský
- William Giauque
- Manfred Eigen
- Roald Hoffmann
- Dudley R. Herschbach
- Yuan T. Lee
- John Charles Polanyi
- Richard Bernstein
- Richard R. Ernst
- Rudolph A. Marcus
- Ahmed H. Zewail
- Richard Zare